# Saint-Siffret
Saint-Siffret ist eine französische Gemeinde mit 1.121 Einwohnern (Stand: 1. Januar 2022) im Département Gard in der Region Okzitanien. Die Gemeinde gehört zum Arrondissement Nîmes und zum Kanton Uzès. 

## Geografie
Saint-Siffret liegt etwa 25 Kilometer westnordwestlich von Avignon. Umgeben wird Saint-Siffret von den Nachbargemeinden Saint-Quentin-la-Poterie im Norden und Nordwesten, Saint-Victor-des-Oules im Norden, Saint-Hippolyte-de-Montaigu im Nordosten, Flaux im Osten, Vers-Pont-du-Gard im Südosten, Argilliers im Süden und Südosten, Saint-Maximin im Süden sowie Uzès im Westen. 

## Bevölkerungsentwicklung
| Jahr                       | 1962 | 1968 | 1975 | 1982 | 1990 | 1999 | 2006 | 2017 |
| -------------------------- | ---- | ---- | ---- | ---- | ---- | ---- | ---- | ---- |
| Einwohner                  | 224  | 214  | 356  | 489  | 657  | 792  | 922  | 1067 |
| Quellen: Cassini und INSEE |      |      |      |      |      |      |      |      |

## Kultur und Sehenswürdigkeiten

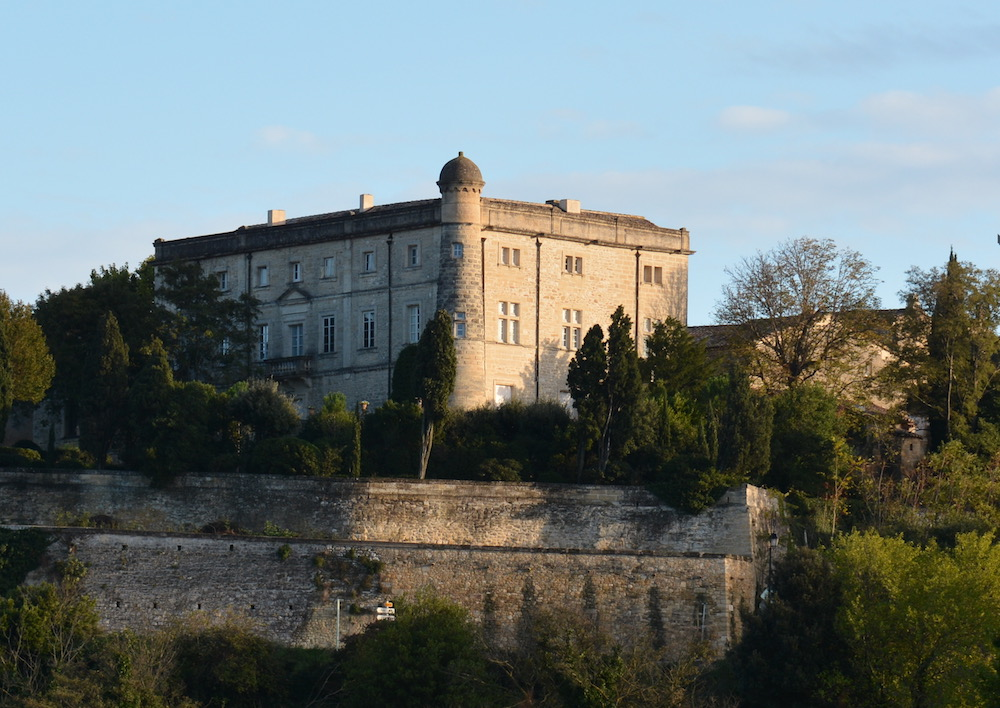
Schloss Saint-Siffret

- Romanische Kirche, Ende des 12. Jahrhunderts erbaut
- Burg, genannt Komtur (La Commanderie) aus dem 12. Jahrhundert
- Schloss Saint-Siffret